# Kopanina (Łaziska Górne)
Kopanina (dawniej Łaziskie Kopaniny, niem. Lazisker Kopaninen lub Prinzenkolonie) – dzielnica Łazisk Górnych położona w południowej części miasta. Jest to granica umowna, gdyż część mieszkańców zalicza do Kopaniny osiedle Kąty, natomiast niektórzy uważają je za osobną "dzielnicę". Nazwa pochodzi od słowa "kopać", "kopanie" - jest pamiątką po górniczej przeszłości.
W Kopaninie znajdował się kiedyś przystanek kolejowy linii Tychy - Orzesze Jaśkowice. Obecnie linia pasażerska jest już nieczynna (sporadycznie kursują tam pociągi towarowe), a budynek zdewastowany.
Najważniejszymi obiektami na terenie dzielnicy jest Huta Łaziska, a także Elektrownia Łaziska (we wschodniej części Kopaniny). 
Przez Kopaninę przebiega droga krajowa nr 81 (popularna wiślanka) z Katowic do Skoczowa.
Między 1738 a 1827 r. powstało na Kopaninie pierwsze gospodarstwo, należące do rodziny Rzepka. Na mapie z XVIII w. zaznaczone są tutaj także trzy małe stawy, obecnie nieistniejące. Na mapie z 1827 r. naniesione są z kolei trzy wapienniki, a palaczem wapna był niejaki Jonek Skrzypek.